# مارکو پژایوولی
مارکو پژایوولی (انگلیسی: Marco Pezzaiuoli؛ زادهٔ ۱۶ نوامبر ۱۹۶۸) بازیکن فوتبال اهل آلمان است.
از باشگاه‌هایی که در آن بازی کرده‌است می‌توان به باشگاه فوتبال گوانگ‌ژو و باشگاه فوتبال مانهایم اشاره کرد.